# Вагулино
Вагулино (каз. Вагулино) — село в Кызылжарском районе Северо-Казахстанской области Казахстана. Административный центр Вагулинского сельского округа. Код КАТО — 595043100.

## Население
В 1999 году население села составляло 762 человека (370 мужчин и 392 женщины). По данным переписи 2009 года, в селе проживало 689 человек (325 мужчин и 364 женщины).

## География
Расположено около озера Лебяжье.
В 1,3 км к северу от села находится озеро Полковниково.

## История
Официальная дата образования села – осень 1759 года. Деревня Вагулинская основана крестьянами и разночинцами — переселенцами Тобольского дискрита. Самая старая улица села — Береговая.
Первоначально коллективное хозяйство, созданное на базе села Вагулино в конце 1928 года, называлось артель «Красная смычка». В 1937 году колхозу было присвоено имя В. И. Ленина. По итогам Всесоюзного социалистического соревнования в 1977 году коллектив колхоза был награжден переходящим Красным Знаменем и дипломом ЦК КПСС, Совета Министров СССР, ВЦСПС и ЦК ВЛКСМ.
В 1980—1990-е годы построены две улицы (125 домов), 2 детских сада, Дом культуры на 400 мест, Дом быта, открыты в новых помещениях 2 фельдшерско-акушерских пункта, четыре магазина, столовая, контора, гостиница, 2 животноводческих комплекса, 5 зернохранилищ, МТМ, 2 бани. Вагулинская средняя школа распахнула свои двери 1 сентября 1992 года.